# Premi Vilassar de Noir de novel·la negra
El Premi Vilassar de Noir de novel·la negra és un premi literari en llengua catalana per a novel·les inèdites de gènere negre, convocat per l'editorial Llibres del Delicte i el festival «Vilassar de Noir» de Vilassar de Mar. La dotació del premi (2022) és de 2.500 € per a l'obra guanyadora.

## Palmarès
| Edició | Any  | Obra guanyadora               | Autor             |
| ------ | ---- | ----------------------------- | ----------------- |
| 1a     | 2019 | L’esguard de la bèstia        | Quim Gómez        |
| 2a     | 2020 | Quan la mort truca a la porta | Salvador Balcells |
| 3a     | 2021 | Lladrucs a les estrelles      | Aniol Florensa    |
| 4a     | 2022 | Vides en cercle               | Cesc Cornet       |